# Compacte ruimte
In de algemene topologie en de metrische topologie, deelgebieden binnen de wiskunde, is een compacte ruimte een abstracte wiskundige ruimte, waarin indien men, intuïtief gesproken, een oneindig aantal "stappen" in deze ruimte doet, men uiteindelijk willekeurig dicht bij enige ander punt in deze ruimte kan komen. Een gesloten- en begrensde deelverzameling (zoals een gesloten interval van een rechthoek) van een Euclidische ruimte is dus compact, omdat iemands stappen uiteindelijk wel gedwongen uitkomen in de buurt van een punt van de verzameling, een resultaat dat bekendstaat als de stelling van Bolzano-Weierstrass, terwijl de Euclidische ruimte zelf geen compacte ruimte is, dit omdat men oneindig veel gelijkmatige stappen in enige gegeven richting kan zetten zonder ooit heel dicht in de buurt te komen van enig ander punt van de ruimte.
Typische voorbeelden van compacte ruimten zijn, afgezien van de gesloten en begrensde deelverzamelingen van de Euclidische ruimte, ruimten die niet uit punten, maar uit functieruimten bestaan. De aanduiding 'compact' werd in 1906 door Maurice Fréchet in de wiskunde geïntroduceerd als een distillatie van dit concept. Compactheid in deze meer algemene zin speelt een uiterst belangrijke rol in de wiskundige analyse, omdat veel klassieke en belangrijke stellingen uit de 19e-eeuwse analyse, zoals de extreme waardestelling, eenvoudig naar deze situatie veralgemeend kunnen worden. Een typische toepassing wordt gegeven door de stelling van Arzelà-Ascoli en in het bijzonder de existentiestelling van Peano, waarin men in staat is om het bestaan van een functie met enige vereiste eigenschappen te concluderen als een limietgeval van enige meer algemene constructie.
Verschillende gelijkwaardige noties van compactheid zoals sequentiële en limietpunt compactheid, kunnen in de algemene metrische ruimten worden ontwikkeld. In het algemeen zijn in topologische ruimten de verschillende noties van compactheid echter niet noodzakelijkerwijs gelijkwaardig, en de meest bruikbare notie, in 1929 geïntroduceerd door Pavel Aleksandrov en Pavel Urysohn, involveert het bestaan van zekere eindige families van open verzamelingen, die de ruimte in die zin "afdekken" dat elk punt van die ruimte in enige verzameling moet liggen die deel uitmaakt van deze familie. Deze meer subtiele definitie laat compacte ruimten zien als veralgemeningen van eindige verzamelingen. In ruimten, die in deze laatste zin compact zijn, is het vaak mogelijk om informatie samen te voegen, die lokaal van toepassing is. Dat is in een omgeving van elk punt, in corresponderende beweringen die van toepassing zijn door de gehele ruimte, en vele stellingen zijn van deze aard.

## Historische ontwikkeling
In de 19e eeuw werden verschillende uiteenlopende wiskundige eigenschappen voor het eerst begrepen die later zouden worden gezien als gevolgen van compactheid. Aan de ene kant was Bernard Bolzano zich ervan bewust dat elke begrensde rij van punten (bijvoorbeeld in een lijn of in het vlak) uiteindelijk willekeurig dicht bij enig ander punt moet komen, dat een limietpunt wordt genoemd. Bolzano's bewijs was gebaseerd op de methode van bisectie: de rij werd in een interval geplaatst, dat vervolgens in twee gelijke intervallen werd verdeeld, en een deel dat oneindig veel termen van de rij bevatte werd geselecteerd. Dit proces kon vervolgens worden herhaald door het resulterende kleinere  interval in kleinere en kleinere delen op te delen totdat het gewenste limietpunt wordt bereikt. De volle betekenis van de stelling van Bolzano, en zijn methode van bewijs, zou pas bijna 50 jaar later doordringen, toen deze stelling werd herontdekt door Karl Weierstrass.
In de jaren 1880 werd het duidelijk dat resultaten, die vergelijkbaar waren met de stelling van Bolzano-Weierstrass, konden worden geformuleerd voor ruimten van functies in plaats van alleen voor getallen of meetkundige punten. Het idee om functies te beschouwen als zelf zijnde punten binnen een veralgemeende ruimte gaat terug tot het  het onderzoek van Giulio Ascoli en Cesare Arzelà. De culminatie van hun onderzoekingen, de stelling van Arzelà-Ascoli, was een veralgemening van de stelling van Bolzano-Weierstrass naar families van continue functies, de precieze conclusies waarvan was, dat het mogelijk was om een uniform convergente rij van functies uit een passende familie van functies af te leiden. De uniforme limiet van deze rij speelde dan precies dezelfde rol als het "limietpunt" van Bolzano.
Tegen het begin van de twintigste eeuw begonnen resultaten, die vergelijkbaar waren met die van Arzelà en Ascoli zich op te stapelen op het gebied van integraalvergelijkingen, zoals onderzocht door David Hilbert en Erhard Schmidt. Voor een bepaalde klasse van Greense functies die voortkomt uit oplossingen van integraalvergelijkingen, had Schmidt aangetoond dat een eigenschap, die analoog was aan stelling van Arzelà-Ascoli opging in de zin van gemiddelde convergentie, of convergentie in wat later de Hilbertruimte zou worden genoemd. Dit leidde uiteindelijk tot de notie van een compacte operator als uitloper van de algemene notie van een compacte ruimte. Het was Maurice Fréchet, die in 1906 de essentie van de Bolzano-Weierstrass eigenschap destilleerde en met 'compactheid' op de proppen kwam om aan dit algemene fenomeen te refereren.
Aan het begin van de twintigste eeuw was er intussen langzamerhand een volstrekt verschillende notie van compactheid ontstaan als gevolg van de studie van het continuüm, welke studie werd gezien als 'fundamenteel voor de strikte formulering van de analyse'. In 1870 liet Eduard Heine zien dat een continue functie gedefinieerd op een gesloten en begrensd interval in feite uniform continu was. In het verloop van zijn bewijs maakte Heine gebruik van een lemma dat het "voor enige dekking van het interval door kleinere open intervallen, het mogelijk was om een eindig aantal open intervallen te kiezen die het interval ook bedekten". De betekenis van dit lemma werd in 1895 herkend door Émile Borel en werd in 1895 door Pierre Cousin en in 1904 door Henri Lebesgue veralgemeend naar willekeurige collecties van intervallen. De stelling van Heine-Borel, zoals dit resultaat nu bekendstaat, is een andere speciale eigenschap van gesloten en begrensde verzamelingen van reële getallen.
Deze eigenschap was van belang omdat het mogelijk maakt lokale informatie over een verzameling, zoals de continuïteit van een functie, een algemene vorm te geven in de vorm van globale informatie over de verzameling, zoals de uniforme continuïteit van een functie. Dit gevoel werd in 1904 uitgedrukt door Lebesgue, die deze eigenschap ook benutte in de ontwikkeling van de Lebesgue-integraal. Uiteindelijk formuleerde de Russische school van de puntenverzameling topologie onder leiding van Pavel Aleksandrov en Pavel Urysohn, de notie van Heine-Borel compactheid op een manier die kon worden toegepast op de moderne notie van een topologische ruimte. In een artikel uit 1929 toonden Alexandrov en Urysohn aan dat de eerdere versie van compactheid, die was geformuleerd door Fréchet, nu ook wel de (relatieve) sequentiële compactheid genoemd, onder de juiste voorwaarden, volgde uit de versie van compactheid die was geformuleerd in termen van de bestaan van eindige deeldekkingen. Het was deze notie van compactheid die de dominante notie werd, dit omdat het niet alleen een sterkere eigenschap was, maar ook omdat deze notie in een meer algemene setting kon worden geformuleerd met een minimum van aanvullende technische eisen, aangezien deze notie zich slechts verliet op de structuur van de open verzamelingen in een ruimte.

## Definitie
Intuïtief gesproken zegt men dat een ruimte compact is, wanneer als men een oneindig aantal 'stappen' in deze ruimte zet, men uiteindelijk willekeurig dicht bij een ander punt van deze ruimte uitkomt. Terwijl schijven en boloppervlakken dus compact zijn, zijn lijnen en vlakken dit niet, noch is een schijf of een sfeer met een ontbrekend punt een compacte ruimte. In het geval van een lijn of vlak, kan men gelijke stappen in enige richting zetten zonder enig punt te naderen, geen van deze beide ruimten zijn dus compact. In het geval van een schijf of sfeer met een ontbrekend punt, kan men naar het ontbrekende punt bewegen zonder dit punt ooit 'binnen' de ruimte te kunnen benaderen. Dit toont aan dat de schijf of sfeer met een ontbrekend punt ook niet compact zijn.
Compactheid geeft een algemene vorm aan veel belangrijke eigenschappen van gesloten en begrensde intervallen op de reële lijn, dat wil zeggen intervallen van de vorm {\displaystyle [a,b]} voor de reële getallen {\displaystyle a} en {\displaystyle b}. Op deze wijze kan men vele belangrijke stellingen in de klasse van compacte ruimten bewijzen.
Verschillende definities van compactheid kunnen van toepassing zijn, afhankelijk van het niveau van algemeenheid. Een deelverzameling van de Euclidische ruimte wordt in het bijzonder compact genoemd als het een gesloten en begrensde verzameling is. Dit impliceert, met behulp van de stelling van Bolzano-Weierstrass, dat enige oneindige rij uit de verzameling een deelrij heeft, die convergeert naar een punt in de verzameling. Dit is een nadere uitleg van het idee van het zetten van "stappen" in een ruimte. Verschillende gelijkwaardige noties van compactheid, zoals sequentiële en limietpunt compactheid kunnen in de algemene metrische ruimten worden ontwikkeld.
In het algemeen zijn de verschillende noties van compactheid voor topologische ruimten echter niet gelijkwaardig, en de meest nuttige notie van compactheid, die oorspronkelijk 'bicompactheid' werd genoemd, brengt families van open verzamelingen met zich mee, die de ruimte in die zin "afdekken", dat elk punt van de ruimte in enige verzameling moet liggen, die deel uitmaakt van de familie van verzamelingen. Concreet gesproken is een topologische ruimte compact, als wanneer een collectie van open verzamelingen de ruimte afdekt, enige deelcollectie, die uit slechts een eindig aantal open verzamelingen bestaat ook de ruimte afdekt. Dat deze vorm van compactheid opgaat voor gesloten en begrensde deelverzamelingen van de Euclidische ruimte staat bekend als de stelling van Heine-Borel. Wanneer compactheid op deze manier wordt gedefinieerd kan men vaak informatie die lokaal bekend is in een omgeving van elk punt van de ruimte, uitbreiden tot informatie die globaal opgaat voor de gehele ruimte. Een voorbeeld van dit fenomeen is de stelling van Dirichlet, waarop dit principe oorspronkelijk werd toegepast door Eduard Heine, dat een continue functie op een compact interval uniform continu is; hier is continuïteit een lokale eigenschap van de functie en is uniforme continuïteit de corresponderende globale eigenschap.
Formeel wordt een topologische ruimte compact genoemd, indien elk van haar open dekkingen een eindige deeldekking heeft. Anders wordt een dergelijke topologische ruimte niet-compact genoemd. Expliciet betekent dit dat voor iedere willekeurige collectie
{\displaystyle \{U_{\alpha }\}_{\alpha \in A}}
van open deelverzamelingen van {\displaystyle X} zodanig dat
{\displaystyle X=\bigcup _{\alpha \in A}U_{\alpha },}
er een eindige deelverzameling {\displaystyle J} van {\displaystyle A} bestaat zodat
{\displaystyle X=\bigcup _{i\in J}U_{i}.}
Sommige deelgebieden van de wiskunde, zoals de algebraïsche meetkunde, gebruiken onder invloed van de Franse Bourbaki-school de aanduiding 'quasi-compact' voor de algemene notie en reserveren 'compacte ruimte' voor topologische ruimten, die zowel Hausdorff-ruimten als 'quasi-compacte ruimten' zijn. Een enkele compacte verzameling wordt soms aangeduid als een compactum, naar de Latijnse verbuiging, de corresponderende meervoudsvorm is compacta.

## Voorbeelden
Voorbeelden uit de algemene topologie
- Elke eindige topologische ruimte, waaronder de lege verzameling, is compact. Iets algemener is elke ruimte met een eindige topologie, dat wil zeggen met een eindig aantal open verzamelingen compact.
- Elke ruimte, die de cofiniete topologie draagt, is compact.
- Elke lokaal compacte Hausdorff-ruimte kan worden verbouwd tot een compacte ruimte door een enkel punt aan deze ruimte toe te voegen. Hiervoor maakt men gebruik van de Alexandroff-één-punt-compactificatie. De één-punt-compactificatie van {\displaystyle R} is homeomorf aan de cirkel {\displaystyle S^{1}}, de één-punt-compactificatie van {\displaystyle R^{2}} is homeomorf aan de sfeer {\displaystyle S^{2}}. Door gebruik te maken van de één-punt-compactificatie kan men gemakkelijk compacte ruimten construeren, die geen Hausdorff-ruimten zijn. Dit kan door te beginnen met een niet-Hausdorff ruimte.
- De rechter- of linker ordeningstopologie op enige begrensde totaal geordende verzameling is compact. In het bijzonder is de Sierpiński-ruimte compact.
- Een ruimte {\displaystyle R}, die de ondergrenstopologie draagt, voldoet aan de eigenschap dat geen onaftelbare verzameling compact is.
- In de neventelbare topologie op {\displaystyle R}, of enige andere onaftelbare verzameling, is geen enkele oneindige verzameling compact.
- Geen van de ruimten in de twee voorgaande voorbeelden zijn lokaal compact, maar beide zijn nog steeds Lindelöf-ruimten.